# Novel·la de cavalleries

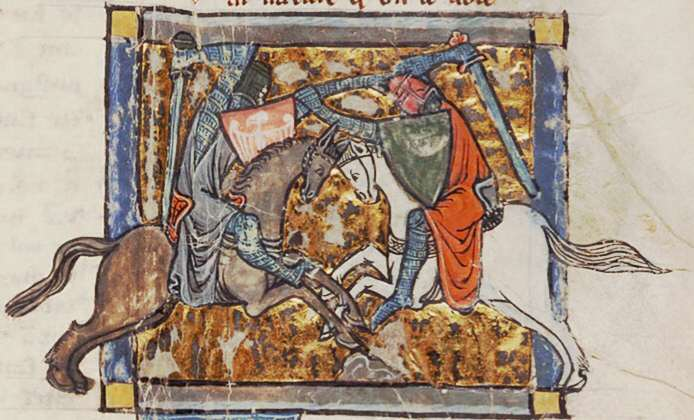
Representació de les novel·les de cavalleria.

Les novel·les de cavalleries són epopeies medievals europees redactades en vers o prosa que narren incidents llegendaris, sovint basats en fets reals, amb cavallers errants que viuen aventures extraordinàries. En general, les cançons de gesta les recitaven intèrprets professionals, mentre que les novel·les de cavalleries s'associen amb la lectura privada.
La novel·la de cavalleries no s'ha de confondre amb la novel·la cavalleresca. El llibre de cavalleria és un gènere literari en prosa, de gran èxit i popularitat a Espanya i Portugal en el segle xvi, que va ser víctima de la paròdia de Miguel de Cervantes Saavedra en el llibre El Quixot de la Manxa. S'escriuen des de finals del segle xv fins a l'any 1602 i comencen a perdre la seva popularitat cap a 1550. L'últim llibre original, Policisne de Boecia, es publica el 1602, però molts dels llibres de cavalleries segueixen reeditant-se durant tot el segle xvii.
Les "novel·les de cavalleria" neixen a Occident durant els segles xi i xii. La seva aparició és contemporània i paral·lela a l'aparició i evolució de les literatures romàniques i es caracteritza per la presència d'elements meravellosos i fenòmens màgics (influència de les llegendes cèltiques), de tradició francesa i amb uns personatges sobrehumans. Un exemple d'aquest tipus és El cavaller del lleó, de Chrétien de Troyes.
Sobre aquest punt, caldria destacar el paper dels cavallers arquetípics, artúrics: aquests es convertiren en un ideal més que en una realitat, ja que, en primer lloc, es basaven en fets molt anteriors al fenomen literari i, en segon lloc, s'assentaven en fets que mai havien succeït, en realitats inexistents. Com s'ha apuntat, els elements meravellosos i fantàstics teixeixen una literatura melancòlica en la qual l'assoliment d'aquest ideal es converteix en una impossibilitat.

## La cavalleria
Per a comprendre la novel·la de cavalleries cal explicar abans la cavalleria i aprofundir en el seu origen.
Cavalleria no és un concepte inherent a l'edat mitjana. És més, al llarg de la història ha anat adquirint diferents significats. Cavaller és aquell qui munta a cavall, però també descrivia un estatus social i, en una altra instància, el mot fa referència a l'actitud social d'una persona, al seu comportament escollit, excel·lent. Pel que fa al mot, Jean Flori apunta el fet que en francès, existeixen dues paraules per a designar dues de les realitats: chevalerie s'utilitzava per a descriure un cavaller (com ara el de Don Quixot), i cavalerie es restringia a l'ús del cavaller que munta el cavall.
El naixement de la cavalleria es produeix gràcies a tres factors:
- Herència Romana: L'Imperi Romà i el Germànic es troben en un procés de confluència cultural, fet que promou l'aprenentatge de noves tècniques i coneixements armamentístics, vocabulari guerrer… per part dels romans. A més, els conflictes que es desenvolupen al llarg dels segles xi i xii fan reviure l'art de la guerra i diverses millores tècniques apareixen en aquest context. El peó, part rellevant de les guerres, perd importància en detriment dels cavallers que s'aprofiten dels avantatges del cavall. El genet es converteix en peça clau per a organitzar les batalles.

- Valors germànics: Es tracta d'un poble versat a la guerra el qual exercia una sèrie de rituals sobre les armes i guerrers. De mica en mica, la cultura romana es nodreix de les pràctiques germàniques incorporant-les en la seva tradició.

- L'Església: Cal destacar el paper de la religió en la guerra, principalment el de l'Església. En un primer moment, el corrent cristià refusa l'ús de les armes, ja que suposa atemptar contra els principis morals d'aquesta, però quan Constantí I implanta el cristianisme com a religió oficial de l'Imperi Romà, l'Església justifica la guerra i la converteix en arma per a cristianitzar la població.

Aquests apunts històrics ens serveixen per a comprendre la novel·la de cavalleries completament. L'aparició d'aquest fenomen literari té una base històrica: la convivència entre cultures que s'avesen a la guerra i la implantació d'uns valors guerrers converteix la figura del cavaller en el protagonista perfecte d'una novel·la que desafia les normes de vida feudal i que enalteix les virtuts cavalleresques. S'evidencia el paper de l'Església en la societat i els relats passen a ser un vehicle perfecte per a difondre el codi ètic de vida cristiana.

## Característiques de la novel·la i l'amor
Les novel·les de cavalleries van aparèixer en vers amb l'objectiu de ser una continuació de l'èpica medieval. Més tard passaren a ser escrites en prosa fins a convertir-se en el que anomenem novel·la de cavalleries. L'heroi, en contraposició amb les cançons de gesta, busca aventures però no ho fa en nom del rei o de Déu sinó que ho fa en nom de l'amor.
En les novel·les de cavalleria, la passió amorosa entre el cavaller i la dama surt normalment de l'efecte d'un producte màgic. Aquest amor, en la majoria dels casos, neix contra la voluntat dels protagonistes i esdevé una tortura permanent, com és el cas dels protagonistes Tristany i Isolda que, després de prendre de manera equivocada un filtre d'amor màgic, esdevenen bojament enamorats i s'estimaran d'aquesta manera fins després de la mort.
Pren importància el paper de la dona, però només en un àmbit literari (ja que en la vida quotidiana continua tenint un rol poc participatiu). La figura femenina esdevé un dels temes principals que aporta al relat la part sentimental. Es converteix també en un element fonamental del discurs, ja que empeny el cavaller a actuar seguint els seus sentiments desafiant la raó i l'honor.
Pel que fa als ambients, les novel·les de cavalleries se situen en llocs reals i fan menció a batalles que han existit (fet que aportava un punt de versemblança al relat) però doten als seus personatges d'una màgia, d'un valor i heroïcitat que converteix el relat en fantàstic (i irreal, tal com s'ha apuntat anteriorment). Els diversos temes es divulgaren com a contes.

## La difusió d'un codi ètic
La novel·la de cavalleries, així com el romanç, serviren per a difondre un codi ètic, una deontologia corporativa. Una eina ideal per poder fer extensiu les disposicions que l'Església proposava per protegir la cavalleria de la mortaldat d'una guerra: per exemple, no atacar mai en grup un cavaller sol, un cavaller ferit, o un cavaller d'esquena quan fuig, o la prohibició de l'ús de la ballesta entre cristians el 1139. L'Església humanitza la guerra, dota l'ofici d'una ètica que, aquesta vegada pot arribar a la població sense intèrpret o orador. En aquest aspecte, l'humanista català medieval Ramon Llull escriví el Llibre de l'orde de cavalleria (1274-1276), l'únic que redactà sobre l'estament militar, on dona un sentit moral i una dignitat a l'exercici regulat de les armes.

## Exemples
- Tristany i Isolda: és un cantar de gesta que té lloc a l'Edat Mitjana a Europa, als països celtes a l'època de les croades, i narra les gestes d'un heroi que comet una greu traïció per culpa d'un amor forçat per un beuratge màgic. El rei Mark de Cornuall, el seu oncle, li mana endur-se Isolda de retorn d'Irlanda per a esposar-se amb el rei. No obstant això, ambdós s'enamoren pel camí i Tristany lídia una sèrie de batalles per a portar Isolda de tornada.

- El cavaller del lleó: obra de Chrétien de Troyes que narra les aventures de Yvain, fill d'Urien, incorporant així el personatge a l'extensa galeria de protagonistes que formen la matèria de Bretanya. L'element meravellós configura algunes de les aventures principals (com l'aventura de la font) i s'entrellaça amb temes de l'antiguitat clàssica (com el lleó agraït).
- Llibre de l'Orde de cavalleria: Únic llibre sobre l'estament militar de l'humanista català Ramon Llull. Amb l'excusa d'una conversa entre un jove cavaller i un cavaller retirat, Llull elabora el codi de bon cavaller:  la defensa de la fe, la fidelitat a la monarquia i el respecte cap als estaments socials inferiors.